# Paul Marques Duarte
Paul Marques Duarte est un réalisateur et scénariste français né à Rennes le 8 décembre 1995.

## Biographie

### Formation
En 2013, Paul Marques Duarte est titulaire d'un baccalauréat en série littéraire. Il effectue ensuite un service civique dans l'association rennaise d'éducation à l'image Libero, pour promouvoir le cinéma auprès du jeune public. Après une licence de cinéma à l'Université Rennes 2, il étudie au sein du master pro scénario, réalisation, production de l'Université Panthéon Sorbonne. De 2023 à 2024, il est résident de l'Atelier scénario de La Fémis.

### Débuts
En 2013, après plusieurs courts-métrages autoproduits, Paul Marques Duarte présente son film lycéen Fruit qu'on fit au Short Film Corner du Festival de Cannes.
Membre du conseil d'administration de la Société des réalisateurs de films de 2015 à 2018, il alterne en parallèle courts-métrages de fictions, clips et films publicitaires, réalisant notamment en 2017, 2018 et 2019 la bande-annonce du festival du film britannique de Dinard.
Signataire de l'appel de Calais, il recueille en 2015 le témoignage d'un mineur isolé soudanais sur les conditions de vie dans le camp de Calais. En 2016, il est jeune délégué français au congrès des pouvoirs locaux et régionaux du Conseil de l'Europe et intervient sur la question de l'accueil des migrants.
Il est membre du jury de la Queer Palm à Cannes en 2017, qui interpelle l'opinion publique sur la persécution des homosexuels en Tchétchénie.
En 2019, il réalise Jeter l'ancre un seul jour, avec le soutien de la région Bretagne, du CNC, de l'ADAMI et de France 2. Le film est terminé en août 2018 et connaît ensuite plus d'une centaine de sélections en festivals, ainsi que des récompenses au Festival international du film de Cleveland, au Festival européen du film court de Brest, ainsi qu'au Festival Côté court de Pantin. Le film est ensuite diffusé par HBO, Ciné+ et Disney+.
En 2020, il développe Barbette, un projet librement inspiré de la vie du trapéziste américain Vander Clyde. Le scénario reçoit le Grand Prix au Festival du cinéma européen de Lille et est publié en mars 2021 aux éditions L'Harmattan. Le projet est également lauréat du dispositif TRIO de la Maison du film en 2021.
En 2022, il réalise Garfield Coquillage, un court-métrage à hauteur d'enfants sur la pollution du plastique dans les océans. Le film connaît plus d'une trentaine de sélections ou récompenses en festivals. Il est ensuite acheté par Ciné+.

### Passage au long-métrage
En 2021, Paul Marques Duarte initie avec le scénariste Romain Compingt un projet de long-métrage intitulé Ma Fierté.
De 2023 à 2024, il est résident de l'Atelier scénario de La Fémis où il développe un long-métrage intitulé Le Grand Saut.
Avec Hors Saison, coécrit avec la scénariste Katell Guillou, Paul Marques Duarte est lauréat en 2024 de l'appel à projets Far Ouest, une collection d'unitaires initié par les chaînes locales de Bretagne.

## Filmographie

### Courts-métrages associatifs ou autoproduits
- 2013 : Fruit qu'on fit (10 min)
- 2015 : L'Émotionnerie (2 min)
- 2017 : I love London (1 min, en coréalisation avec Violette Gitton)
- 2017 : Valentin(e) (5 min, en coréalisation avec Violette Gitton)
- 2018 : Sauver sa peau (16 min, en coréalisation avec Blandine Jet)
- 2018 : Louis dans tous les sens (22 min, en coréalisation avec Violette Gitton)

### Courts-métrages
- 2019 : Jeter l'ancre un seul jour (24 min)
- 2022 : Garfield Coquillage (13 min)